# Gennaro Righelli
Salvatore Gennaro Righelli (né le 12 décembre 1886 à Salerne, en Campanie, et mort le 6 janvier 1949 à Rome) est un réalisateur, scénariste et acteur italien.

## Biographie
Gennaro Righelli est l'un des pionniers du cinéma italien. Il a réalisé plus d'une centaine de films entre 1911 et 1947.
Engagé par la Cines comme scénariste, il aborde la mise en scène en 1911 et dirige de nombreux films interprétés par son épouse, Maria Righelli. Il passe ensuite successivement à la Vesuvio de Naples, à la Tiber de Rome en 1916 puis à la Fert de Turin en 1919. La crise du cinéma italien entraîne son départ pour l'Allemagne en 1923. Il réalise dans les studios berlinois une quinzaine de films.
Rappelé en Italie, il tourne dans les studios de la Cines le premier film sonore italien, La Dernière Berceuse. À l'aise dans les genres les plus divers, il brille surtout dans la comédie populaire dans laquelle il employa, entre autres, Armando Falconi, Vittorio De Sica, Eduardo De Filippo, Anna Magnani et Peppino De Filippo.

## Filmographie en tant que réalisateur

### Années 1910
- 1911 : La vita di una chanteuse (it) - court-métrage
- 1911 : Per la tua bambina - court-métrage
- 1912 : Il Decamerone
- 1912 : L'eroica fanciulla di Derna
- 1912 : Der Tugendbund (La lega della virtù)
- 1913 : Il santuario della montagna - court-métrage
- 1915 : Il sogno patriottico di Cinessino - court-métrage
- 1915 : La macchia nel blasone - court-métrage
- 1915 : Diomira si diverte - court-métrage
- 1916 : Primo ed ultimo bacio (it)
- 1916 : Alla Capitale! (it)
- 1916 : Febbre di gloria
- 1916 : Nella città eterna (it)
- 1916 : Il romanzo di un cane povero - court-métrage
- 1917 : Per tutta la vita (it)
- 1917 : L'ombra che passa (it)
- 1917 : Come le foglie (it)
- 1917 : C'era una volta (it)
- 1917 : Demonietto (it)
- 1917 : Quando il sole tramonta (it)
- 1917 : Il nipote d'America (it) - court-métrage
- 1917 : Camere separate (it)
- 1918 : Duecento all'ora (it)
- 1918 : L'autunno dell'amore (it)
- 1918 : L'articolo IV
- 1918 : La signora delle perle (it)
- 1918 : Venti giorni all'ombra (it)
- 1918 : Mademoiselle Pas-Chic (it)
- 1918 : Il veleno del piacere (it)
- 1919 : La canaglia di Parigi (it)
- 1919 : La peccatrice casta
- 1919 : La regina del carbone (it)
- 1919 : Le avventure di Doloretta (it)

### Années 1920
- 1920 : L'innamorata (it)
- 1920 : La vergine folle (it)
- 1920 : La casa di vetro (it)
- 1921 : Amore rosso (it)
- 1921 : Il richiamo (it)
- 1921 : Addio Musetto (it)
- 1921 : Il viaggio (it)
- 1922 : La casa sotto la neve (it)
- 1922 : Cainà
- 1922 : L'incognita (it)
- 1922 : Il sogno d'amore (it)
- 1923 : La Bohème (it)
- 1924 : Steuerlos (it)
- 1924 : Orient - Die Tochter der Wüste (it)
- 1924 : Die Puppenkönigin (it)
- 1925 : Der Bastard (it)
- 1925 : Catene (it)
- 1927 : Der Meister der Welt (it)
- 1927 : Svengali (Il dominio delle tenebre)
- 1927 : Heimweh (de)
- 1928 : Frauenraub in Marokko (it)
- 1928 : Le Président (Der Präsident)
- 1928 : Le Rouge et le Noir (Der geheime Kurier)
- 1928 : Heures d'angoisse (it) (Fünf bange Tage)
- 1928 : Sensation im Wintergarten (it)
- 1928 : Die Nacht des Schreckens (it)

### Années 1930
- 1930 : La Dernière Berceuse (La canzone dell'amore)
- 1931 : La scala (it)
- 1931 : Patatrac (it)
- 1932 : À l'assaut du ciel (it) (L'armata azzurra)
- 1933 : Il presidente della Ba. Ce. Cre. Mi. (it)
- 1934 : La fanciulla dell'altro mondo (it)
- 1934 : L'ultimo dei Bergerac (it)
- 1934 : Il signore desidera? (it)
- 1935 : La luce del mondo (it)
- 1935 : Quei due
- 1935 : La nuit imprévue (it)
- 1936 : Lo smemorato (it)
- 1936 : Amazzoni bianche
- 1937 : Pensaci Giacomino! (it)
- 1937 : Lasciate ogni speranza (it)
- 1937 : Gatta ci cova (it)
- 1938 : Il destino in tasca (it)
- 1938 : On a kidnappé un homme (it) (Hanno rapito un uomo)
- 1938 : L'ultimo scugnizzo (it)
- 1938 : L'allegro cantante (it)
- 1938 : Fuochi d'artificio
- 1939 : La voce senza volto (it)
- 1939 : Il barone di Corbò (it)
- 1939 : Il cavaliere di San Marco (it)
- 1939 : Due occhi per non vedere (it)
- 1939 : L'aria del continente (it)
- 1939 : Les Demoiselles de Saint-Cyr (it) (Le educande di Saint-Cyr)

### Années 1940
- 1940 : Forse eri tu l'amore (it)
- 1940 : Manovre d'amore
- 1941 : Il pozzo dei miracoli (it)
- 1941 : L'Acteur disparu (L'attore scomparso), coréalisé avec Luigi Zampa
- 1942 : Orizzonte di sangue (it)
- 1942 : Coup de barre (it) (Colpi di timone)
- 1943 : Tempesta sul golfo (it)
- 1943 : La storia di una capinera (it)
- 1945 : Au diable la misère (Abbasso la miseria !)
- 1946 : Au diable la richesse (Abbasso la ricchezza!)
- 1947 : Le Rouge et le Noir (Il corriere del re)